# Ljubomir Vranjes
Ljubomir Vranjes (Göteborg, 3 de octubre de 1973) fue un jugador de balonmano sueco que jugaba como central. Fue uno de los componentes de la Selección de balonmano de Suecia con la que disputó 164 partidos internacionales en los que anotó un total de 451 goles. 

## Equipos

### Jugador
- Redbergslids IK (1989-1999)
- BM Granollers (1999-2001)
- HSG Nordhorn (2001-2006)
- SG Flensburg-Handewitt (2006-2009)

### Entrenador
- SG Flensburg-Handewitt (2010-2017)
- Serbia (2013)
- MKB Veszprém (2017-2018)
- Hungría (2017-2018)
- IFK Kristianstad (2019)
- Selección de balonmano de Eslovenia (2019-Act.)

## Palmarés

### Jugador

#### Redbergslids
- Liga de Suecia 1993, 1995, 1996, 1997, 1998
- Copa de Suecia 1996, 1997, 1998

### Entrenador

#### Flensburg
- Recopa de Europa 2012
- Copa de Alemania 2013
- Liga de Campeones 2014

#### Veszprém
- Copa de Hungría de balonmano (1): 2018